# 释妙舟
释妙舟（1903年—1939年）俗姓金，浙江瑞安人。中国近代佛教僧人、佛教史学家。

## 生平
释妙舟自幼“天资聪茂，颖悟绝伦”。早年毕业于厦门大学，获得硕士学位。曾任教于大夏大学、暨南大学等校。后来，在上海龙华寺出家，到1939年间主持北平中海万善殿。
释妙舟“精于内典，雅善声明，缁林虽其本宗，红黄亦所兼习”（语出刘彭翊《蒙藏佛教史序》），于1934年完成《蒙藏佛教史》二卷。随后，释妙舟原准备续写清代佛教史，已写下许多草稿，但尚未完成，便于1939年12月25日在万善殿圆寂，享年36岁。

## 著作
释妙舟唯一的传世著作为《蒙藏佛教史》，于1935年9月由上海佛学书局分两册出版。该书由田步蟾、吴佩孚、刘彭翊作序。